# غزنرة رايتية
غزنرة رايتية (الاسم العلمي:Gesneria wrightii) هي نوع من النباتات تتبع جنس الغزنرة من الفصيلة الغزنرية.